# Orlando Polanco
Orlando Polanco (11 de octubre de 1999) es un deportista cubano que compite en judo.
Ganó dos medallas en los Juegos Panamericanos de 2023 y cuatro medallas en el Campeonato Panamericano de Judo entre los años 2019 y 2023.

## Palmarés internacional
| Juegos Panamericanos    | Juegos Panamericanos | Juegos Panamericanos | Juegos Panamericanos |
| Año                     | Lugar                | Medalla              | Categoría            |
| ----------------------- | -------------------- | -------------------- | -------------------- |
| 2023                    | Santiago (Chile)     | Medalla de oro       | Equipo mixto         |
| 2023                    | Santiago (Chile)     | Medalla de bronce    | –66 kg               |
| Campeonato Panamericano |                      |                      |                      |
| Año                     | Lugar                | Medalla              | Categoría            |
| 2019                    | Lima (Perú)          | Medalla de bronce    | –66 kg               |
| 2020                    | Guadalajara (México) | Medalla de bronce    | –66 kg               |
| 2021                    | Guadalajara (México) | Medalla de plata     | –66 kg               |
| 2023                    | Calgary (Canadá)     | Medalla de plata     | –66 kg               |